# Horst Feilzer
Horst Feilzer (Mayen,  21 februari 1957 – Osnabrück,  28 september 2009) was een Duits voetballer. 
Feilzer speelde als middenvelder bij FC St. Pauli, VfL Osnabrück , KFC Uerdingen 05 en  SV Blau-Weiss Berlin . Nadien werd hij amateurtrainer. Hij overleed in september 2009 na een kort ziekbed.

## Carrière
- jeugd: TuS Mayen
- 1977-1979 : St. Pauli
- 1979-1981 : VfL Osnabrück
- 1981-1986 : Uerdingen
- 1986-1987 : Blau-Weiß Berlin
- 1987-1989 : Eutin 08
- 1989-1991: TuS Hoisdorf
- 1991-1992: Uerdingen (ama.)